# Wapen van Poortvliet

Ambachtsheerlijkheidswapen van Poortvliet

Gemeentewapen

Het wapen van Poortvliet werd op 10 november 1819 bevestigd door de Hoge Raad van Adel aan de Zeeuwse ambachtsheerlijkheid Poortvliet. Op 25 januari 1950 werd het wapen verleend aan de gemeente Poortvliet. Per 1 april 1971 ging Poortvliet op in de gemeente Tholen. Het wapen van Poortvliet is daardoor definitief komen te vervallen als gemeentewapen.

## Blazoenering
De blazoenering van het gemeentewapen luidde als volgt:
Gevierendeeld; I en IV in goud een leeuw van sabel, getongd en genageld van keel; II en III in goud een leeuw van keel, getongd en genageld van azuur; op de delingslijn een paal van zilver, beladen met drie golvende staken van azuur. Het schild gedekt door een gouden kroon van drie bladeren en twee paarlen.
De heraldische kleuren zijn goud (goud of geel), sabel (zwart), keel (rood), azuur (blauw) en zilver (wit). In het register van de Hoge Raad van Adel zelf wordt voor het ambachtsheerlijkheidswapen geen beschrijving gegeven, alleen een afbeelding.. Het ambachtsheerlijkheidswapen is bijna identiek aan het gemeentewapen. Het gemeentewapen is echter rood (Brabantse leeuw) resp.  blauw (Hollandse leeuw) getongd en genageld. Verder is het gemeentewapen voorzien van een gravenkroon.

## Verklaring
Het wapen komt voor in de Nieuwe Cronijk van Zeeland van Smallegange, eind 17e eeuw. De 4 leeuwen zijn afkomstig van het wapen van de graven van Holland uit het Henegouwse huis. De paal met de drie golvende staken is een historische verwijzing naar haar ontstaan aan een inbraakgeul van de Pluimpot. Overigens voerde de gemeente tot 1950 het heerlijkheidswapen als gemeentewapen.

## Verwante wapens

Wapen van de graven van Holland en Henegouwen
Wapen van Graafschap Henegouwen

Aagtekerke
· Aardenburg
· Arnemuiden
· Axel
· Baarland
· Bath
· Biervliet
· Biggekerke
· Bloois
· Bommenede
· Borssele
· Boschkapelle
· Botland
· Breskens
· Brigdamme
· Brijdorpe
· Brouwershaven
· Bruinisse
· Burgh
· Buttinge
· Cadzand
· Clinge
· Colijnsplaat
· Domburg
· Dreischor
· Driewegen
· Duiveland
· Duivendijke
· Elkerzee
· Ellemeet
· Ellewoutsdijk
· Eversdijk
· Gapinge
· Graauw en Langendam
· 's-Gravenpolder
· Grijpskerke
· Groede
· Haamstede
· 's-Heer Abtskerke
· 's-Heer Arendskerke
· 's-Heer Hendrikskinderen
· 's-Heerenhoek
· Heille
· Heinkenszand
· Hengstdijk
· Hoedekenskerke
· Hoek
· Hontenisse
· Hoofdplaat
· Hoogelande
· IJzendijke
· Kapelle
· Kats
· Kattendijke
· Kerkwerve
· Klaaskinderkerke
· Kleverskerke
· Kloetinge
· Koewacht
· Kortgene
· Koudekerke
· Krabbendijke
· Kruiningen
· Looperskapelle
· Maire
· Mariekerke
· Meliskerke
· Middenschouwen
· Nieuw- en Sint Joosland
· Nieuwerkerk
· Nieuwerkerke
· Nieuwlande
· Nieuwvliet
· Nisse
· Noordgouwe
· Noordwelle
· Oostburg
· Oosterland
· Oostkapelle
· Oost-Souburg
· Oost- en West-Souburg
· Ossenisse
· Oud-Vossemeer
· Oudelande
· Ouwerkerk
· Overslag
· Ovezande
· Philippine
· Poortvliet
· Renesse
· Rengerskerke en Zuidland
· Retranchement
· Rilland
· Rilland-Bath
· Ritthem
· Sas van Gent
· Scherpenisse
· Schoondijke
· Schore
· Serooskerke (Schouwen-Duiveland)
· Serooskerke (Veere)
· Sinoutskerke en Baarsdorp
· Sint Anna ter Muiden
· Sint-Annaland
· Sint Jansteen
· Sint Kruis
· Sint Laurens
· Sint-Maartensdijk
· Sint Philipsland
· Sirjansland
· Sluis
· Sluis-Aardenburg
· Stavenisse
· Stoppeldijk
· Valkenisse (Walcheren)
· Valkenisse (Zuid-Beveland)
· Vogelwaarde
· Vrouwenpolder
· Waarde
· Waterlandkerkje
· Wemeldinge
· West-Souburg
· Westdorpe
· Westenschouwen
· Westerschouwen
· Westkapelle
· Westkapelle-Buiten en Sirpoppekerke
· Westkerke
· Wissekerke
· Wissenkerke
· Wolphaartsdijk
· Yerseke
· Zaamslag
· Zierikzee
· Zonnemaire
· Zoutelande
· Zuiddorpe
· Zuidzande
· Zwake

Dorpswapens: Geersdijk
· Hansweert
· Kamperland
Aagtekerke
· Baak
· Bennebroek
· Blitterswijk
· Cadier
· Cleverskerke
· De Vuursche
· Dorenweerd
· Geersdijke
· Hemmen
· Hensbroek
· Hoogkerk, Leegkerk en Dorkwerd
· Kattendijke
· Kerkwijk
· Laag Nieuwkoop
· Lede en Oudewaard
· Lichtenberg
· Limmen
· Nederveen-Cappel
· Oostwaard
· Oostcapelle
· Poortvliet
· Sint Philipsland
· Verwolde
· Wanssum
· Westervoort
· Wisch
· Wiskerke
· Zaanen